# Steen Folke
Steen Folke (født 3. oktober 1940) er en dansk kulturgeograf og tidligere politiker, der repræsenterede Venstresocialisterne i Folketinget fra 1975 til 1984. Han er seniorforsker ved DIIS.
Steen Folke er søn af undervisningsdirektør Rikard Frederiksen og lærer Inge Folke Rasmussen. Folke er uddannet som mag.scient. i kulturgeografi fra Københavns Universitet i 1966 og virkede som lektor samme sted frem til 1993. Siden 1993 har han været ansat som seniorforsker ved Center for Udviklingsforskning (CUF), hvor han forsker i u-landsproblemer og udviklingsbistand.
I begyndelsen af 1960'erne var Steen Folke aktiv i Kampagnen mod Atomvåben og initiativtager til og formand for Militærnægterforeningen 1967-68. Dette år tilsluttede han sig VS, som han var medlem af indtil 1988. I starten af 1970'erne fik han plads i partiets hovedbestyrelse og forretningsudvalg og var sammen med Preben Wilhjelm med til at rekonstruere partiet efter den splittelse, der ramte VS i midten af 1970'erne. Ved valget i 1975 blev han indvalgt sammen med Wilhjelm, Kurt Hansen og Erik Sigsgaard og var de første 6 år formand for folketingsgruppen.
På tinge var han ansvarlig for uddannelsespolitik, udenrigs- og sikkerhedspolitik samt EF-spørgsmål. Desuden medlem af hjemmestyrekomissionen for Grønland 1977-78.
Efter sin tid som folkevalgt har han været medlem af Mellemfolkeligt Samvirkes styrelse 1988-94, deltog i Next Stop Sovjet i 1989 og Baltisk Forum 1989-92 og meldte sig ind i Junibevægelsen 1992.
1965-79 havde han samliv med Inge Henningsen. Folke blev senere gift, blev enkemand og giftede sig i en sen alder for anden gang 19. maj 2007 med Gunvor Auken.

## Forfatterskab
- Inger Bertram Clausen, Steen Folke, Sven Illeris, Henrik Jeppesen og Henning Mørch: "Befolkningsgeografiske studier af Kalundborgegnen" (Geografisk Tidsskrift, Bind 62; 1963)